# 美食學

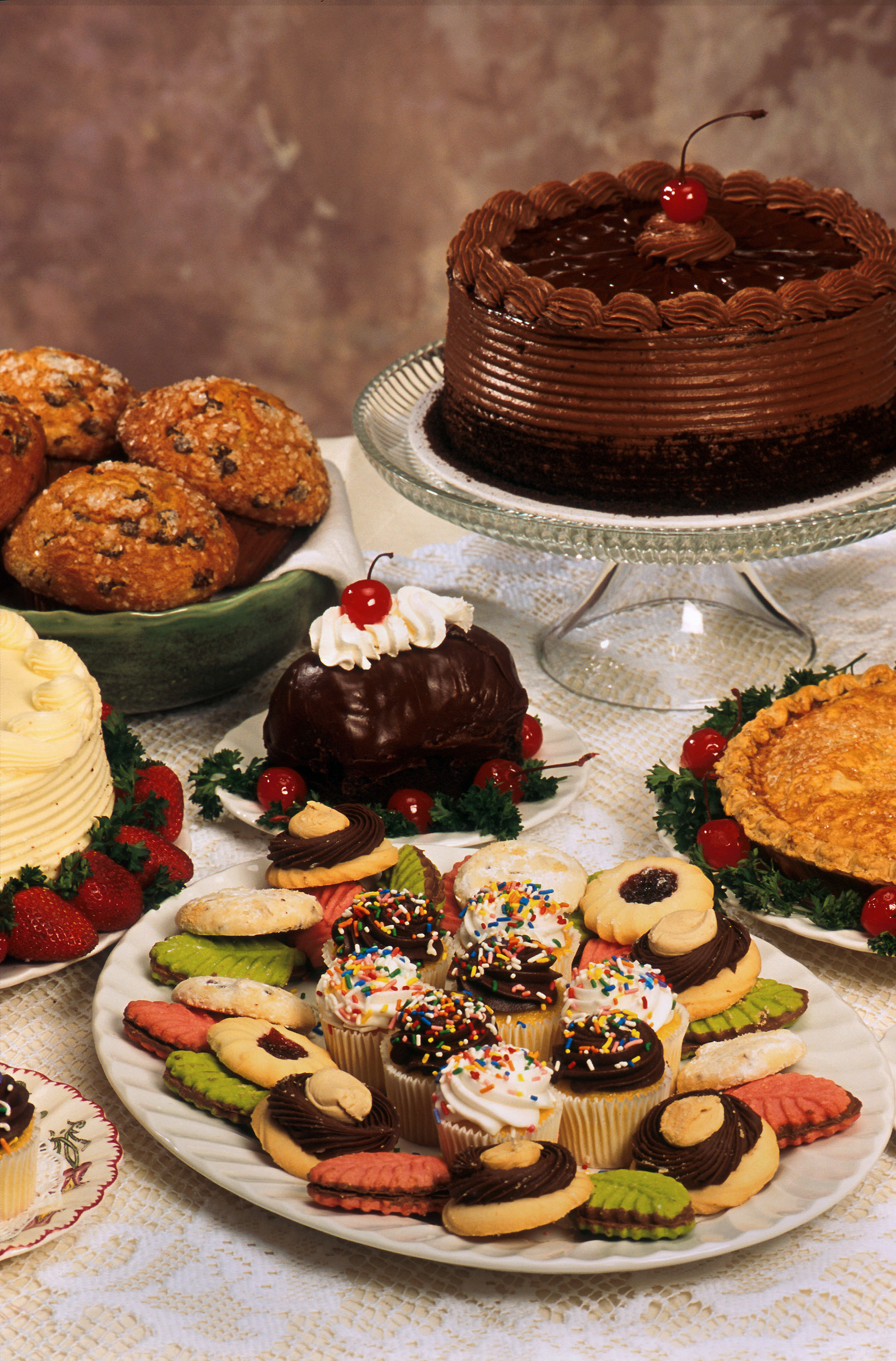
甜點

食饗（英語：Gastronomy）是一門探討文化與食物之間的關係的學問，是所有與人類飲食有關的理性知識，目的是藉由精進飲食以及了解飲食，來保持身而為人的價值。食饗常被誤解為專指烹飪的藝術（見烹飪藝術），但其只是美食學中的一個小分支；廚師不一定同時是食饗，而食饗也不一定會烹調。食饗的主軸是鑽研各式各樣文化的飲食。因此，食饗會涉及藝術、社會科學，甚至在人體的消化系統方面，也會與自然科學有關。
美食家的主要任務包括發現、品嘗、體驗、研究、理解及評論食物。美食學因而是一項多元的學問。好的觀察能發現食物的周圍，存在有舞蹈、戲劇藝術、繪畫、雕塑、文學、建築與音樂；換言之，即藝術。然而它同時也蘊含醫學、數學、化學、生物學、地理學、農學，還有人類學、歷史、哲學、語言學、心理學與社會學。而將科學知識運用於烹飪與美食中，則被稱作分子料理。

## 外部連結
- 席蘭羅餐飲學院
- 美食科學大學 （页面存档备份，存于）
- 阿德萊德大學的法國藍帶廚藝學院美食學 （页面存档备份，存于）
- 東方與非洲飲食與文化研究學校 （页面存档备份，存于）
- 紐約大學施台德學校－營養、食品研究與公共衛生的文化、教育及人類發展部門
- 波士頓大學美食學文科大師賽
- 飲食歷史與文化的大師雙年展，於巴塞隆納大學
- 營養歷史與文化，於博洛尼亞大學 （页面存档备份，存于）
- 歐洲飲食文化網 （页面存档备份，存于）